# Minutes to Midnight
A Minutes to Midnight a többszörös platinalemezes, Grammy-díjas Linkin Park harmadik stúdióalbuma, mely 2007. május 14-én jelent meg a Warner Bros. Records gondozásában szimpla CD-n és egy vadonatúj formátumban: ún. CD+DVD; MVI-n. Az Egyesült Államokban több mint 4 millió, míg világszerte 20 millió példányban kelt el.

## Az album dalai
1. "Wake" – 1:42
2. "Given Up" – 3:09
3. "Leave Out All the Rest" – 3:29
4. "Bleed It Out" – 2:44
5. "Shadow of the Day" – 4:50
6. "What I've Done" – 3:25
7. "Hands Held High" – 3:53
8. "No More Sorrow" – 3:42
9. "Valentine's Day" – 3:17
10. "In Between" – 3:17
11. "In Pieces" – 3:38
12. "The Little Things Give You Away" – 6:22
13. "No Roads Left" – 3:49 (Bonus Track, Itunes Version)
14. "Across The Line"  –  3:12 (Bonus Track, Itunes Version)